# Karl Stengel (Maler)

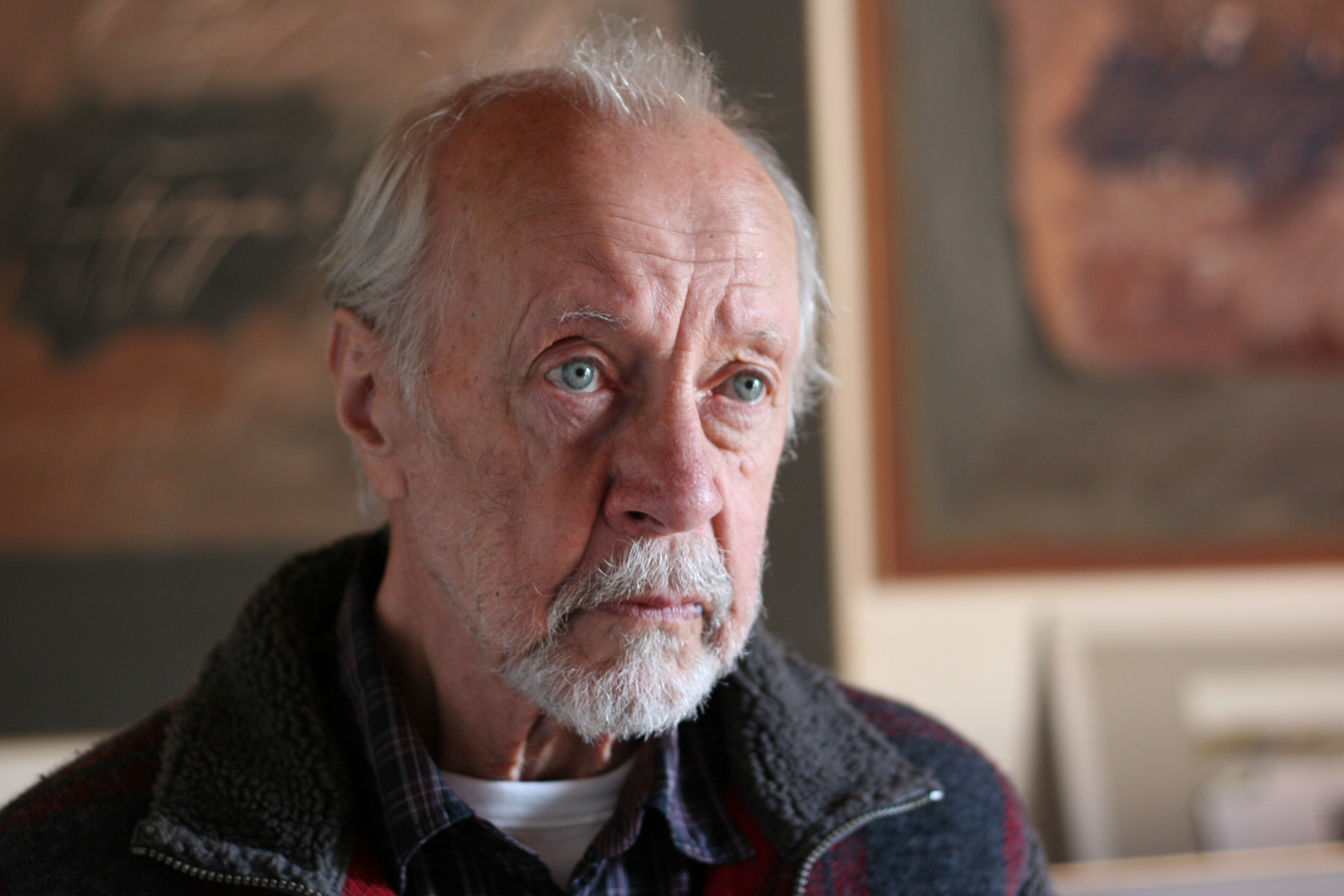
Karl Stengel, 2010

Karl Stengel (* 18. September 1925 in Novi Sad, Jugoslawien; † 25. Juni 2017 in Loro Ciuffenna) war ein ungarisch-deutscher Maler. Nach seiner Flucht aus Ungarn im Jahr 1956 lebte er mehrere Jahrzehnte in der Bundesrepublik Deutschland, ab der Jahrtausendwende auch in der italienischen Toskana. Breite Resonanz fand Stengels Werk, das gegenständliche wie auch abstrakte Arbeiten umfasst, erst in seinen letzten Lebensjahren und nach seinem Tod.

## Biografie
Karl Stengel wurde 1925 in Novi Sad (Neusatz) in einer ungarisch-deutschen Familie geboren. Nach dem Abitur wurde er zum Kriegsdienst eingezogen; im Zweiten Weltkrieg geriet er 1943 in sowjetische Gefangenschaft. In einem sibirischen Lager gelang es ihm nach eigener Aussage, mit seinen Kohlezeichnungen das Interesse eines sowjetischen Offiziers zu wecken. Daraufhin wurde Stengel verpflichtet, russische Soldaten zu zeichnen, und seine Bilder wurden in einer improvisierten Ausstellung gezeigt.
Im Jahr 1947 aus der Gefangenschaft entlassen, kehrte er nach Ungarn zurück. Nach zweijähriger Fabrikarbeit erhielt Stengel die Erlaubnis zu einem Studium an der 
Hochschule für Kunstgewerbe in Budapest. Beim Einmarsch der sowjetischen Truppen 1956 floh er aus Budapest nach München. Er besuchte dort die Kunstakademie und wurde Kunstlehrer. Von den 1980er-Jahren an lebte er auch im toskanischen Loro Ciuffena, ohne seinen Münchner Wohnort aufzugeben. Stengel starb am 25. Juni 2017 in Loro Ciuffena.

## Stil und Technik
Stengel arbeitete mit verschiedenen Techniken und bewegte sich in seinen Werken zwischen figürlicher Darstellung und Abstraktion. In seinen meist kleinformatigen Grafiken skizzierte er mit grobem Strich einzelne Gesichter, singuläre Figuren oder Paare von Frauen und Männern, wobei er die räumliche Perspektive oft auflöste, sodass Porträts und Gruppenbilder ineinander übergingen. Es seien „rätselhafte Figuren mit starken Umrissen und knapp skizzierten Zügen“, urteilte die italienische Kritikerin Gaia Rau.
Die großformatigen Acryl- und Ölpastellgemälde Stengels waren weitgehend abstrakt angelegt. Einzelne Titel ließen erkennen, dass Bilder auf die Musik von Komponisten wie Strawinski oder Pollini antworteten. Stengels Arbeiten seien „gespickt mit zahllosen Bezügen zu Musik, Literatur, Theater“, so der Kunsthistoriker Giampaolo Trotta. Sie hätten „eine eindeutige künstlerische Identität, aber gleichzeitig eine starke kulturelle Verwurzelung in der Kunstgeschichte des zwanzigsten Jahrhunderts.“

## Einzelausstellungen (Auswahl)
- 2018: Existence is Resistance. E l’arte che resta. Museo di Sant’Agostino, Genua[6]
- 2018: Karl Stengel – From drawing to metaphor, Museo Bolivariano de Arte Contemporáneo, Santa Marta (Bolivien)[7]
- 2020: Karl Stengel – Con Cuore Puro. Accademia d’Ungheria, Rom[8]
- 2022: Karl Stengel – Tra figurazione e astrazione, Pinacoteca Gaeta, Gaeta[9][10][11]

Dauerausstellung: Karl Stengel Collection Florence, Palazzo Rosselli del Turco, Florenz

## Beteiligung an Gruppenausstellungen (Auswahl, seit 2010)
(Quelle:)
- 2010: OpenArtCode, Oxo Gallery, London
- 2015: European Cultural Centre, Palazzo Bembo, Venedig
- 2015 GemlucART, Monaco (GemlucART Grand Prize, 1. Platz)[14]
- 2017 Galleria ARTtime, Udine
- 2018 OpenArtCode Florence, Basilica di San Lorenzo, Florenz
- 2019 OpenArtCode Tokyo, Tokyo Metropolitan Art Museum, Tokio
- 2019 KIAF 2019, Seoul
- 2019 Top of Art Basel, Basel
- 2019 Galleria Zetaeffe, Florenz